# Fighting Bob (film 1909)
Fighting Bob è un cortometraggio muto del 1909 diretto da Francis Boggs che aveva nel ruolo del protagonista Hobart Bosworth.

## Trama
Conosciuto presso i suoi commilitoni con il soprannome di Fighting Bob, il tenente Robert Willard, appena arrivato in Messico si innamora di una bella señorita che lo ricambia. I due innamorati, però, incontrano l'ostilità di don Cavera, padre di lei, che vuole che la figlia vada in sposa a don Sancho de Salvatore, un ricco possidente terriero. Raggiunta la sua bella nel giardino della sua casa, Robert viene spiato da uno scagnozzo di don Sancho che avverte subito il suo padrone. Interrotti, i due amanti si lasciano non senza che il tenente si riprometta di combattere per il suo amore come gli antichi cavalieri. Dà appuntamento alla ragazza e, insieme, si recano dal prete che li sposa. Mentre si stanno per imbarcare, arriva don Sancho, fumante di rabbia, seguito dalla polizia. Tra i poliziotti e i marinai si ingaggia una lotta per prendersi la giovane sposa. Vincitori, i marinai della nave guidati dal loro tenente. La sposina sale a bordo e, quando la nave attracca negli Stati Uniti, lei e Robert possono iniziare la loro luna di miele.

## Produzione
Il film fu prodotto dalla Selig Polyscope Company

## Distribuzione
Distribuito dalla Selig Polyscope Company, il film - un cortometraggio in una bobina - uscì nelle sale cinematografiche statunitensi il 3 giugno 1909.